# Vingeanne
A Vingeanne folyó Franciaország keleti részén, Grand Est régió Haute-Marne megyéjében és Burgundia-Franche-Comté régió Côte-d’Or és Haute-Saône megyéjében. A Saône felső folyásának jobb oldali mellékfolyója.

## Ismertetése

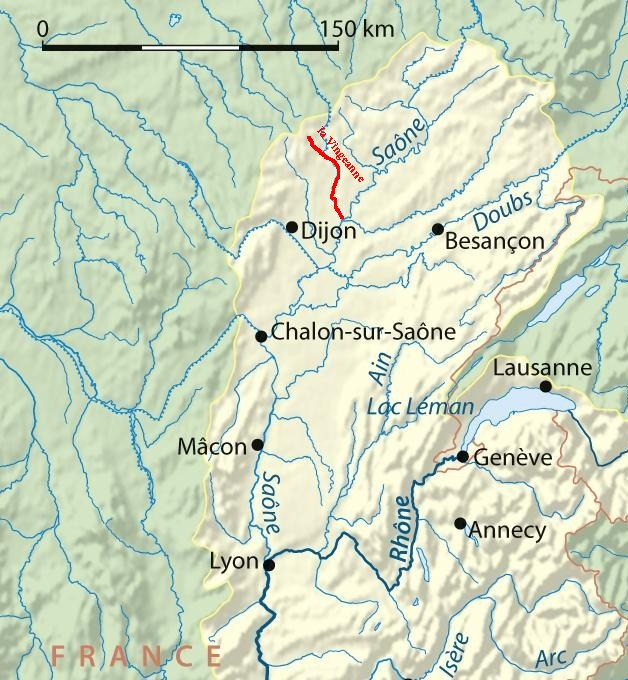
A Saône vízgyűjtő területe

A Langres-fennsík déli részén, Haute-Marne megye Aprey faluja mellett ered, dél-délkelet felé folyik, majd Talmay és Heuilley-sur-Saône községeknél (Côte-d’Or megye) ömlik a Saône-ba. Hossza: 93 km.
Völgyét szinte teljes egészében a Marne–Saône-csatorna (újabb nevén Champagne–Bourgund-csatorna) használja. A folyó felső szakaszán 1905 körül víztározó épült (Lac de la Vingeanne), amely az 1907-ben átadott hajózócsatornát táplálja.